# Museum of Appalachia
Museum of Appalachia, som ligger i Norris, Tennessee, nord for Knoxville, er et frilandsmuseum der udstiller pionerrene og den tidlige del af det 20. århundrede i den sydlige Appalachia-region i USA.